# 岸本ヨシヒロ
岸本 ヨシヒロ（きしもと ヨシヒロ、本名：岸本吉広、1972年9月8日 - ）は、日本のオートバイレーサー。大阪府岸和田市出身。龍谷大学東洋史学科卒業。TEAM MIRAIの本拠地愛知県一宮市在住。
フリーランスとして公道レースで活動している。ロードレースから海外の公道レースに転向し電動バイク製作にも携わる。マン島TTレースではテストライダー兼チーム監督として、パイクスピーク・インターナショナル・ヒルクライムは自身が製作したバイクに乗り出場している。

## 経歴
2001年梨本塾でサーキットデビュー。2002年ツインリンクもてぎで開催されている「もてぎ7時間耐久レース」で公式レースデビュー。
2004年にはこれまで勤務していた会社を辞めてサラリーマンからレース中心の生活に転身した。
2005年もてぎ7時間耐久レースにTEAM OZAWA R&Dより出場、総合優勝（HONDA CBR1000RR）。
2007年東日本エリア選手権ST600チャンピオン（年間6戦、HONDA CBR600RR）。
2008年SUGO選手権ST600チャンピオン。ニュージーランドで行われるFIM　セメタリー・サーキット 公道レース出場。F2クラス8位（HONDA CBR600RR）。
2010年 セメタリー・サーキット 公道レース出場。F2クラス4位（HONDA CBR600RR）。
2011年Team ProzzaよりTTXGP出場（シルバーストンサーキット）予選2位、決勝リタイア（Prozza TT零11）。もてぎ7時間耐久レース総合優勝（SUZUKI NZ250）。
2012年からTEAM MIRAIを結成。2016年パイクスピーク・インターナショナル・ヒルクライムでProzza時代からの夢であった電動バイククラスで優勝を飾った。
2014年マン島マンクス・グランプリLAP OF HOUNOURにディーゼルバイクで完走（Star Twin  Thunderstar1200）。セメタリー・サーキット公道レース出場。F3クラス2位（Kawasaki Ninja650）。
2015年もてぎ7時間耐久レースにレーシングチームハニービーより出場。ST-CBRクラス優勝（総合3位、HONDA CBR250R）。
2015年度　筑波選手権TC400チャンピオン（Kawasaki Ninja650）。パイクスピーク・インターナショナル・ヒルクライム電動バイククラス優勝（MIRAI 韋駄天ZERO）。